# Электролюминесцентный дисплей
Электролюминесцентный дисплей (ELD) — тип дисплея, созданный из слоя электролюминесцентного материала, состоящего из специально обработанных кристаллов фосфора или GaAs между двумя слоями проводника (между тонким алюминиевым электродом и прозрачным электродом). При подаче напряжения переменного тока на проводники, электролюминесцентный материал начинает светиться.

## Применение
ELD-дисплей применяется в военном, медицинском и промышленном оборудовании, где требуется высокая яркость, скорость обновления и надёжность.